# Campionato nordamericano maschile under 17 di calcio 1994
Il Campionato nordamericano di calcio Under-17 1994 è stata la settima edizione della competizione omonima organizzata dalla CONCACAF.
Si è tenuto dal 12 al 23 agosto nel Salvador e ha visto la Costa Rica conquistare il torneo.
Costa Rica, Stati Uniti e Canada guadagnarono inoltre l’accesso al Campionato mondiale di calcio Under-17 1995 che si svolse in Ecuador. 

## Primo turno

### Gruppo A
| Pos. | Squadra     | Pt | G | V | N | P | GF | GS | DR  |
| ---- | ----------- | -- | - | - | - | - | -- | -- | --- |
| 1.   | Canada      | 9  | 3 | 3 | 0 | 0 | 14 | 0  | +14 |
| 2.   | El Salvador | 4  | 3 | 1 | 1 | 1 | 4  | 5  | -1  |
| 3.   | Giamaica    | 4  | 3 | 1 | 1 | 1 | 3  | 4  | -1  |
| 4.   | Panama      | 0  | 3 | 0 | 0 | 3 | 3  | 15 | -12 |

| Squadra 1   | Risultato | Squadra 2 |
| ----------- | --------- | --------- |
| Canada      | 10 - 0    | Nicaragua |
| El Salvador | 1 - 1     | Giamaica  |
| Giamaica    | 0 - 2     | Canada    |
| El Salvador | 3 - 2     | Nicaragua |
| Nicaragua   | 1 - 2     | Giamaica  |
| El Salvador | 0 - 2     | Canada    |

### Gruppo B
| Pos. | Squadra         | Pt | G | V | N | P | GF | GS | DR  |
| ---- | --------------- | -- | - | - | - | - | -- | -- | --- |
| 1.   | Messico         | 9  | 3 | 3 | 0 | 0 | 15 | 0  | +15 |
| 2.   | Rep. Dominicana | 3  | 3 | 1 | 0 | 2 | 4  | 4  | 0   |
| 3.   | Honduras        | 3  | 3 | 1 | 0 | 2 | 5  | 11 | -6  |
| 4.   | Panama          | 3  | 3 | 1 | 0 | 2 | 4  | 13 | -9  |

| Squadra 1       | Risultato | Squadra 2       |
| --------------- | --------- | --------------- |
| Honduras        | 5 - 2     | Panama          |
| Messico         | 2 - 0     | Rep. Dominicana |
| Messico         | 7 - 0     | Panama          |
| Rep. Dominicana | 3 - 0     | Honduras        |
| Panama          | 2 - 1     | Rep. Dominicana |
| Honduras        | 0 - 6     | Messico         |

### Gruppo C
| Pos. | Squadra           | Pt | G | V | N | P | GF | GS | DR |
| ---- | ----------------- | -- | - | - | - | - | -- | -- | -- |
| 1.   | Costa Rica        | 9  | 3 | 3 | 0 | 0 | 9  | 1  | +8 |
| 2.   | Stati Uniti       | 6  | 3 | 2 | 0 | 1 | 2  | 3  | -1 |
| 3.   | Trinidad e Tobago | 1  | 3 | 0 | 1 | 2 | 2  | 3  | -1 |
| 4.   | Antille Olandesi  | 1  | 3 | 0 | 1 | 2 | 0  | 6  | -6 |

| Squadra 1         | Risultato | Squadra 2         |
| ----------------- | --------- | ----------------- |
| Stati Uniti       | 7 - 0     | Antille Olandesi  |
| Costa Rica        | 7 - 1     | Trinidad e Tobago |
| Antille Olandesi  | 0 - 5     | Costa Rica        |
| Trinidad e Tobago | 3 - 5     | Stati Uniti       |
| Antille Olandesi  | 2 - 2     | Trinidad e Tobago |
| Costa Rica        | 4 - 1     | Stati Uniti       |

## Secondo turno
| Pos. | Squadra     | Pt | G | V | N | P | GF | GS | DR |
| ---- | ----------- | -- | - | - | - | - | -- | -- | -- |
| 1.   | Costa Rica  | 6  | 3 | 2 | 0 | 1 | 6  | 3  | +3 |
| 2.   | Stati Uniti | 6  | 3 | 2 | 0 | 1 | 4  | 3  | +1 |
| 3.   | Canada      | 3  | 3 | 1 | 0 | 2 | 2  | 4  | -2 |
| 4.   | Messico     | 3  | 3 | 1 | 0 | 2 | 2  | 4  | -2 |

| Squadra 1   | Risultato | Squadra 2   |
| ----------- | --------- | ----------- |
| Costa Rica  | 1 - 2     | Stati Uniti |
| Messico     | 0 - 1     | Canada      |
| Stati Uniti | 1 - 0     | Canada      |
| Costa Rica  | 2 - 0     | Messico     |
| Canada      | 1 - 3     | Costa Rica  |
| Messico     | 2 - 1     | Stati Uniti |

Costa Rica, Stati Uniti e Canada qualificate al Campionato mondiale di calcio Under-17 1993